# Maskintorsk
Maskintorsk er en hovedret af torskestykker, der oprindeligt spistes til søs og blev lavet på varmen fra en fiskekutters motor.
Den enkle ret består af torsk, knoldselleri, salt og flødesovs. Løg, kartofler og andre grøntsager kan også tilsættes.